# Vejplanlægning
Vejplanlægning er den planlægningsdisciplin, der beskæftiger sig med at planlægge enkelte vejstrækninger eller hele vejnet i et område således, at nuværende og fremtidige vejstrækninger og vejkryds i det planlagte vejnet med tiden kan placeres og udformes, således at det sikrer trafikanterne:
1. dels god fremkommelighed, og
2. samtidig god tilgængelighed.
3. God trafiksikkerhed og endelig
4. at vejene har god tilpasning til omgivelserne.

Man kan principielt skelne mellem vejnetsplanlægning og planlægning af enkelte vejstrækninger. Det kan dreje sig om planlægningsundersøgelser vedrørende nye vejanlæg, fx omfartsveje eller forlægning eller ombygning af eksisterende veje med vejudvidelser til større bredde aht. større fremtidig trafik, eller trafiksanering af eksisterende vejstrækninger eller lokale vejnet i byer, således at trafikkens genevirkninger på vejens omgivelser mindskes og måske samtidig medvirker til at differentiere vejnettet i gennemfartsveje (fx trafikgader) og lokalveje (fx boligveje).

## Grundlag for vejplanlægningen
Vejplanlægningen henter sit grundlag fra fem kilder:
1. turundersøgelser, der har til formål at belyse omfanget af ture, turgruppens sammensætning (også selv om det kun er en enkelt person), tidspunkter for deres udførelse, valg af rejsemiddel, turens start og mål m.m.
2. Trafikuheldsundersøgelser, idet man ved analyser af sådannes fordeling efter sted eller strækning, de indblandede slags færdende samt efter typeårsager har ønske om at udlede mulige tiltag til at forhindre deres gentagelse i fremtiden
3. Færdselsmængder og færdselens sammensætning
4. Vejplanlægningsprincipper, der er ønskede forhold ved planlægningen af vejnet med henblik på at opfylde vejnettets formål såvel at sikre fremkommelighed som færdselstryghed og miljøhensyn.
5. Vejreglerne, der er de tekniske regler for vejanlægs udformning (materialer, målforhold så som største og mindste bredde af kørebaner, kurveradier, skiltning m.m.)

## Principper for vejplanlægning

### Vejnettets klassificering
Et grundtræk i vejplanlægning er, at vejnettet er klassificeret, det vil sige, at de enkelte veje indpasses i en af nogle få grupper under hensyn til hvilken færdsel, den skal tilgodese. Der skelnes i hovedsagen mellem følgende vejtyper:
1. Motorveje (gennemfartsveje)
2. Motortrafikveje (gennemfartsveje)
3. Landeveje (gennemfartsveje og veje med offentlig trafik)
4. Biveje
5. Primærveje (omfartsveje)
6. Sekundærveje (fordelingsveje)
7. Stamveje (opsamlingsveje og veje med offentlig trafik)
8. Boligveje (herunder stilleveje og legegader).

Motorveje og motortrafikveje forbinder områder over større indbyrdes afstande. Landeveje og biveje sikrer færdsel på landet. Primærveje, sekundærveje, stamveje og boligveje sikrer færdsel i bymæssige bebyggelser.

### Vejnettets strukturering
Udgangspunktet for vejnettets strukturering er, at der så vidt muligt skal tilstræbes trafikdifferentiering (adskillelse af motorkørsel og cyklende/gående). Derved kan muligheden for trafikuheld mindskes.
Med hensyn til beliggenheden af tjenester så som skole, børnehave, forretninger, friarealer og lignende er det ønskeligt, at disse ligger i tilknytning til det boligområde, de skal betjenes. Derved kan de færdende undgå at skulle krydse en overordnet vej, hvilket dels fjerner en mulig færdselsulykke i forbindelse hermed, dels gør selve turen mere tryg for de rejsende (ofte gående eller cyklende).
I boligområders indre må motorkøretøjer derimod indstille sig på at tage særligt hensyn til svage færdselsgrupper: børn, gående og cyklende. Dette indebærer langsom kørsel (højst 15–30 km/t); man taler om trafikintegrering på svage gruppers betingelser. Virkemidler hertil kan være:
- indskrænkning af det effektive køreareal,
- nedbrydning af lange, lige kørelinjer ved forsætning af kørearealet (fx ved at skifte parkering fra side til side),
- indbygning af "bump" i vejkryds og andre vigtige steder (et "bump" er en hævet flade 10–15 cm over det normale køreareal, ca. 4–10 m lange og med ca. 1 m ramper ned til den almindelige kørebane),
- udskiftning af "normal" asfaltbelægning med anden belægning (fliser) og opstilling af steler af beton i vejkanten,
- udsparinger til beplantninger,
- etablering af parkbelysning[2].

Bilisten gøres allerede ved indkørsel til et sådant område med skiltning opmærksom på de særlige færdselsvilkår.

### I byer
God vejplanlægning i forbindelse med byplanlægning sikrer, at fjernfærdsel så vidt muligt ledes helt uden om byen (for de meget store byer kan der dog være tale om ringveje med få tilslutninger og da altid i form af til- og afkørsler til et vejnet, der ellers holdes ude af niveau). Fordelingsveje tilstræbes på grund af deres såkaldte "barriereeffekt" lagt i forløb, der naturligt adskiller funktionelle bydele. Sådanne bydele vil i indbyggertal ligge omkring 5000 indbyggere og efter forholdene have en størrelse på 1-1,5 km i henholdsvis længde og bredde. Stamveje fungerer dels som fordelingsveje internt i bydele til de enkelte boligveje, dels som veje for den offentlige trafik. Da adgangen til stoppesteder ikke må blive for stor, vil disse ligge parallelt med en indbyrdes afstand af 3–400 m. Boligveje skal helst være "blinde" og må i den traditionelle vejplanlægning ud fra differentieringsprincippet ikke blive for lange. Nyere vejplanprincipper skaber dog mulighed for, at de kan indgå i netværk, hvis rudeenhed i givet fald er ikke over 175x175 m (men med fartbegrænsende foranstaltninger med indbyrdes afstande ikke over 50 m) og da med effektive fartbremser i mødestederne for at forhindre store kørselshastigheder (ikke over 30 km/t) og utilsigtet gennemfart.
Foruden vejnettets tilpasning regnes der med et stinet for cyklende og gående. Dette kan ligge dels i tilknytning til veje, dels i eget forløb. Hvor stinettet krydser vejnettet, skal det sikres, at uheldsrisikoen formindskes mest muligt enten ved lysregulering eller ved klar angivelse af vigepligtsforholdene (fx ved skiltning og anlæggelse af "bump" hvor stien går over veje, så at bilister tvinges til at køre med nedsat hastighed).

### I landdistrikter
God vejplanlægning i forbindelse med kommuneplanlægning sikrer, at fjernfærdsel ledes helt uden om landsbyer; dog må man for landevejenes vedkommende regne med muligheden for gennemkørsel. I så fald skal hastigheden gennem landsbyen mindskes til 70 km/t eller mindre. Moderne vejplanlægning sikrer dette ved "byporte", rumlefelter, vejbaneforsætninger, buslommer, tilplantede heller, at vejkryds så vidt muligt erstattes af rundkørsler og lignende virkemidler.

### Særlige tiltag til trafikuheldsformindskelse
Der gøres inden for trafikplanlægningen løbende undersøgelser af hvorledes, ulige tiltag bidrager til at formindske antal og alvorligheden af trafikuheld. Disse erfaringer opsamles blandt andet i "effektkataloger". Blandt de tiltag, hvis effekt således er undersøgt, kan nævnes:
- brug af lyssignal i stedet for almindelig vigepligt,
- indretning af lysregulering med særlig venstresvingsfase,
- brug af rundkørsel i stedet for almindelige vejkryds,
- brug af "forskudte vejkryds" i stedet for firbenede kryds,
- brug af midterstribning,
- afstribning af busbaner og kørebaner for cyklister,
- brug af gangbroer og tunneller,
- brug af rækværk,
- fodgængerovergange, fodgængerfelter,
- hastighedsskiltning, automatisk fartmåling,
- brug af "rumlefelter" forinden rundkørsler og andre steder, hvor hastigheden ønskes nedsat,
- brug af "rumlefelter" langs vejens inderside,
- brug af reflekterende striber og kantpæle,
- brug af midterheller (dels i fodgængerovergange, dels på strækninger med ønsket nedsat kørselshastighed),
- ulige udformninger og markeringer af busstoppesteder,

for blot at nævne nogle få af de undersøgte tiltag.

### Særlige tiltag til trafikuheldsformindskelse vedrørende dyr
Foruden trafikuheld mellem trafikanter indbyrdes kan tillige ske uheld med dyr. For at mindske faren herfor tages tiltag til at sikre, at dyr krydser veje ude af niveau i form af "faunapassager". Disse kan have mange former:
- i form af dalbroer (ofte i tilknytning til vandløb), hvor vejen føres på bropiller over dalen, som derfor frit kan krydses af dyrelivet uden fare for påkørsel,
- i form af faunabroer, der laves med en bredde og størrelse med mulighed for beplantning, hvorved vilkårene for dyrene ikke ændres afgørende i forhold til landskabet på begge sider af vejen under passagen,
- i form af dyretunneler under vejen (tilpasset dyrelivet, fx er paddetunneler ganske små; større dyr har naturligvis behov for tunneller, der sikrer dem uhindret passage og med megen friplads omkring),
- i form af egernspang (tov, planke, stort kabel).

Faunapassager må sikres der, hvor dyrene færdes (dog med hegn til at lede dem frem til passagestederne) og tilpasses det stedlige dyreliv.